# LoveLa万代

万代シテイにおけるラブラ万代・ラブラ2の位置関係。両者および周辺施設はペデストリアンデッキで結ばれている。

LoveLa万代（ラブラ万代、ラブラばんだい、英: LoveLa Bandai）は、新潟県新潟市中央区万代一丁目の万代シテイ内の万代シテイビルに所在する、専門店複合型の商業施設。
本項では、ラブラ万代の隣接地に所在する商業施設「ラブラ2」（ラブラ・ツー、LoveLa2）についても併せて記述する。

## 概要
ラブラ万代およびラブラ2は万代シテイの中心的店舗群のひとつで、両施設にわたって三井不動産グループが運営管理を一体的に手掛けている。
ラブラ万代は、かつて万代シテイの核店舗（キーテナント）の一つだった「ダイエー新潟店」が2005年8月31日に閉店した後の店舗施設を改修して、2007年（平成19年）3月2日に開業した。施設は新潟交通が所有し、同社から施設を一括賃借する形で三井不動産と同社グループの三井不動産商業マネジメントが運営管理を行っている。
一方のラブラ2は、レジャー関連のテナントが集積していた「新潟交通シルバーボウルビル」の老朽化による解体撤去後、跡地に店舗施設を新築して2013年（平成25年）11月2日に開業した。こちらは三井不動産が施設を所有し、三井不動産商業マネジメントが運営管理を受託している。

## 歴史

### ダイエー新潟店
1973年11月、万代シテイの第一期整備計画の施設群のひとつとして、バスセンタービルと万代シテイビルが竣工。万代シテイビルにはキーテナントとしてダイエー新潟店（新潟ショッパーズプラザ）が開店した。建設前に当時ダイエー社長の中内㓛が視察した折、新潟駅万代口に近い好立地に「ええ所や」と満足し、大型店舗の建設を即決したほどだったといわれている。1979年には全国のダイエー全店舗の中で売上1位を記録するなど業績を挙げたが、ダイエーはバブル経済崩壊以後、業績が急速に悪化し、新潟店の売上も低迷を続けていた。結局ダイエー本体は自力での経営再建を断念し、2004年に産業再生機構の支援を受けることとなり、経営基盤の大幅縮小が決定。その後策定された店舗再編計画によって2005年11月30日に閉店した。皮肉にも閉店セールの開催などが奏功し、新潟店は閉店した同月期、ダイエー全店舗で全国1位の月間売上高を記録した。

### ダイエー撤退からラブラ万代の開業
万代シテイビルは萬代橋通りと東港線が交差する、市内中心部のメインストリートに面した地点に所在しており、当時のダイエー新潟店は新潟伊勢丹と共に、万代シテイのキーテナントとして一翼を担っていた。新潟交通はダイエーの撤退決定後、店舗跡活用策の策定を急ぎ、複数の大手デベロッパー各社と交渉を進めた結果、かねてから新潟交通と万代シテイ全体の再開発に向けた検討を共同で手掛けていた三井不動産に、万代シテイビルの土地・建物の全体管理を委託することが同年11月18日に決定し、基本合意に至った。ダイエーが9月30日に店舗再編計画を確定し、新潟店の閉鎖が正式に決定してから2か月弱のことであった。
三井不動産グループは、傘下のららぽーと（のちのららぽーとマネジメント、現在の三井不動産商業マネジメント）が運営する「ララスクエア」など、閉鎖された大型商業施設の再生事業で当時既に実績を挙げていた。万代シテイビルについても、このララスクエアなどと同じ手法で再生させることになり、三井不動産グループは万代シテイビルを一括賃借した上で、店内にテナントを入居させる専門店複合方式によって店舗を運営する方針を決定した。また当時の万代シテイは、新潟伊勢丹が主に中高年層、ビルボードプレイスが主に若年層をターゲットとした店舗・テナント構成になっていたことから、万代シテイビル内のテナント構成は30-40代のいわゆる「ニューファミリー層」を主なターゲットとし、近隣店舗の客層と冗長せずに隙間を埋めることができ、且つ相乗効果も期待できる店舗構成とすることになった。こうして基本方針が固まり、両社グループは老朽化が進んでいた建物の改築・改修を行い、併せてテナントの出店交渉を進めた。
このうち地下1階についてはダイエー時代同様、食料品売場とすることを決めた。万代シテイ周辺には食品スーパーが元々少なかった上、それに加えてダイエーが閉店したため、周辺地区の住民からは「日常の買い物が不便になった」などといった苦情が、市や新潟交通に寄せられていた背景があった。3社は県内外の食品スーパー・流通業各社と出店交渉を進めた結果、地下1階にはイオンの出店が決まった。当時イオンは総合スーパー「ジャスコ」「サティ」などを展開していたが、万代にテナント出店する店舗は1フロアのみと売場面積が狭小であることや、先述の周辺地区住民への配慮などから食料品・日用品のみに特化した品揃えとし、店舗ブランドには企業名の「イオン」を採用した。イオンは2011年3月1日から、ジャスコ・サティなど総合スーパーの店舗ブランドを「イオン」に統一したが、この店舗は「イオン」ブランドの店舗としてはグループ初の店舗となった。
そして万代シテイビルは専門店複合型商業施設にリニューアルされ、2007年3月2日に「ラブラ万代」として開店した。「ラブラ」は若者言葉で“親しく愛し合う”を意味する「ラブラブ (Love)」と、回遊することを意味する「ブラブラ」を複合させた造語で『カップルや家族がブラブラする街になって欲しい』という思いが込められている。主なテナントは後述するが、オープン当初の全43店舗のうち、24店舗は新潟県内初進出の店舗であった。またラブラ開店に合わせ、紀伊國屋書店がシルバーホテルビルから、ヴァージン・メガストアが万代シテイビルボードプレイスからそれぞれ移転した。

### ラブラ万代開業後
その後ヴァージン・メガストアは2009年1月20日から、親会社のカルチュア・コンビニエンス・クラブが運営する「TSUTAYA」に店舗ブランド名を変更したが、本部側が販売部門を縮小する方針を示したのに伴い、店舗内にレンタル部門のフロアを有しないことなどを理由に2010年5月9日を以って閉店し、4階の旧フロアは空きテナントとなった後、9月17日に古着主体のセレクトショップ「HANJIRO」が出店した。
三井不動産グループは、このラブラ万代の施設再生をきっかけに、新潟交通グループと共に万代シテイのデベロップメントの一部を担うこととなった。ラブラ万代の隣接地には1972年7月にオープンした「シルバーボウルビル」が所在したが既に老朽化が著しく、2011年8月末を以て全面閉鎖され撤去された。この跡地は三井不動産が取得して再開発を手掛けることになり、同社が設立した特定目的会社「ラベニュー万代特定目的会社」が事業主体となり、「新潟万代一丁目計画」の事業名称で2012年6月に着工した。三井不動産はこの店舗計画について2013年6月24日付でリリースを発表し、施設名称は「ラブラ2（LoveLa2）」に決定した。

### ラブラ2開業
その後建設工事が進められ、ラブラ2は同年11月2日にオープンした。地上8階建のビルは4階以下が店舗、5階以上が自走式立体駐車場という構成で、ラブラとの間にペデストリアンデッキを増設して回遊性向上が図られている。テナントフロアの店舗数は41店舗で、H&M、ZARA、Bershka、UNITED ARROWS green label relazing、URBAN RESEARCH DOORSなどのファッションブランドをはじめ、新潟県内初出店の24店舗が含まれている。
2015年5月24日、AKB48グループの新グループとして、同年秋に新潟市を本拠地として旗揚げが予定されるNGT48の専用劇場がラブラ2の4階に開設されることが発表された。劇場はいったん延期ののち、2016年1月10日にグランドオープンを迎えた。

## 主なテナント

### ラブラ万代
6階
- 紀伊國屋書店 新潟店

5階
- 新潟ロフト

4階
- UNIQLO ラブラ万代店
- GU　ラブラ万代店
- TONI＆GUY NIIGATA
- SPC 新潟ラブラ万代店

3階
- ザ・スーツカンパニー

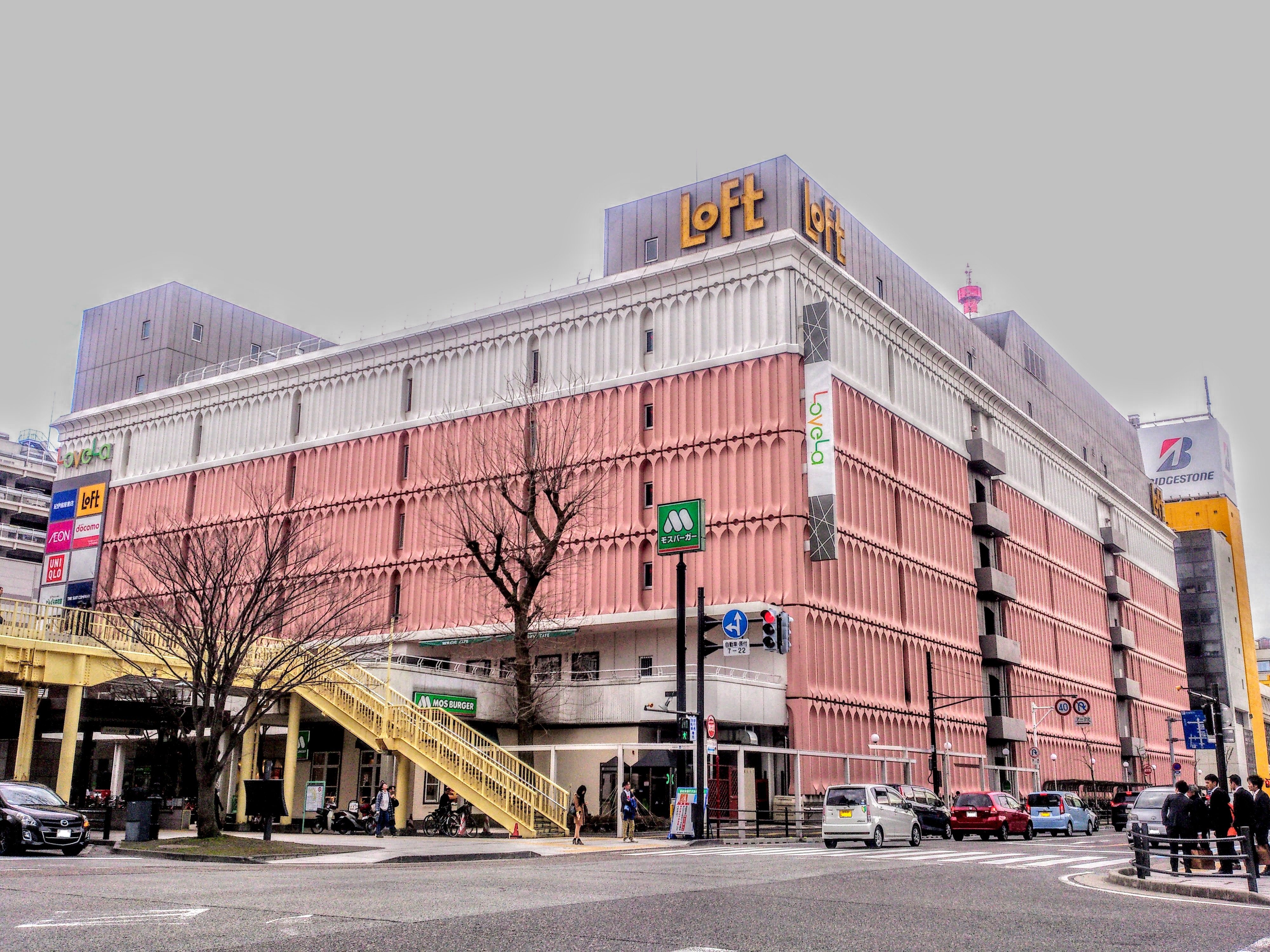
LoveLa万代

- Francfranc 新潟ラブラ万代店　ほか

2階
- 無印良品
- THE BODY SHOP 新潟ラブラ万代店　ほか
  - （北側）東港線十字路歩道橋連絡通路
  - （東側）ラブラ2連絡通路（ラブラブリッジ）
  - （南側）バスセンタービル連絡通路

1階（ATMはゆうちょ銀行を設置）
- GAP／GAP KIDS ラブラ万代店
- GODIVA ラブラ万代店
- INDEX　ほか

地下1階（ATMはイオン銀行を設置）
- イオンスタイルラブラ万代
店舗ブランドとしての「イオン」1号店。主に周辺地区居住者に合わせて食料品・日用品のみに特化した取扱い体制を執っている。

### ラブラ2

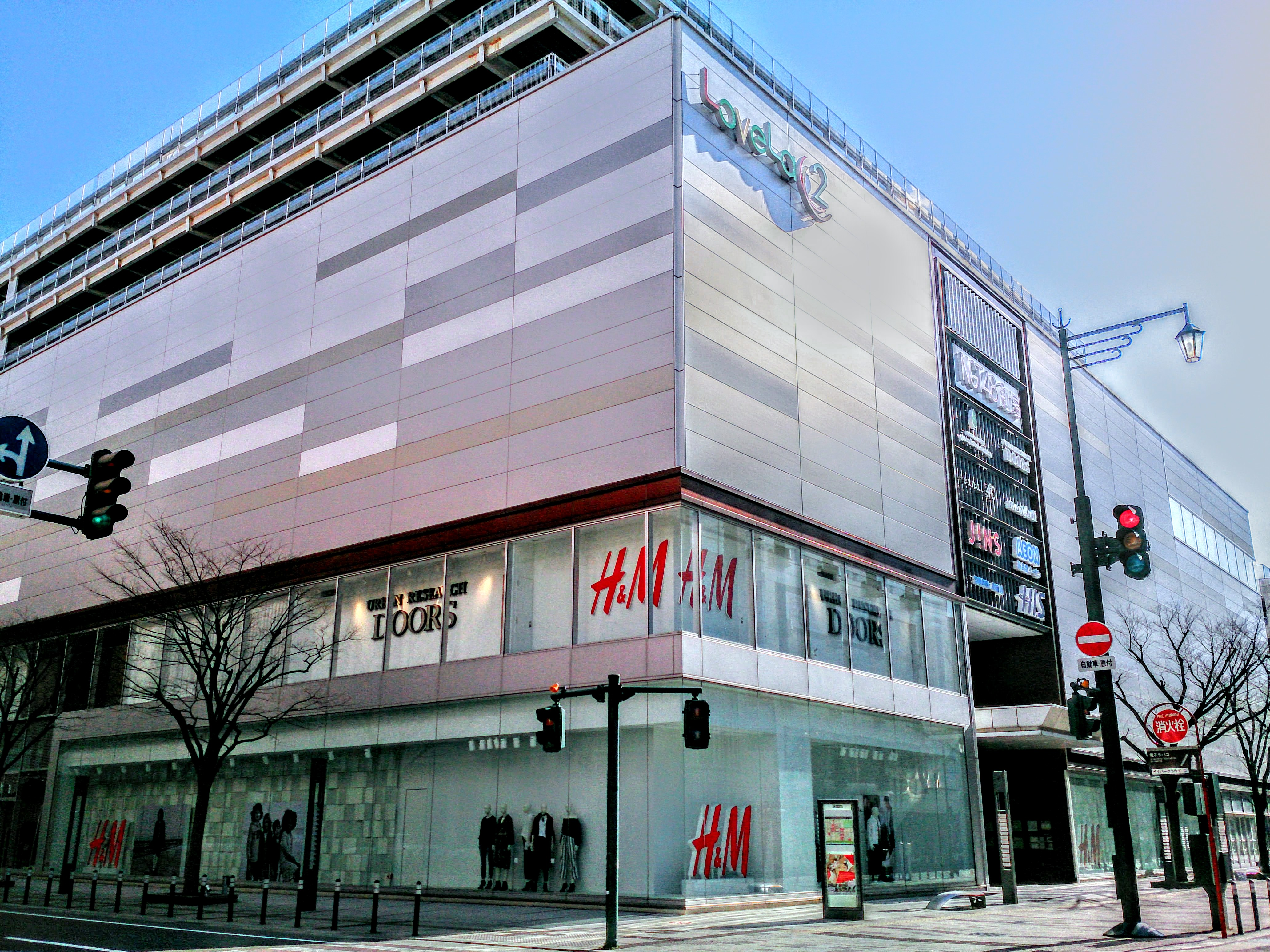
LoveLa2

4階
- NGT48劇場

- 上島珈琲店
- JINS

3階
- niko and...
- studio CLIP
- SEVENDAYS＝SUNDAY
- coen
- mont-bell
- サーティワンアイスクリーム

2階（ATMは第四北越銀行・セブン銀行を設置）
- UNITED ARROWS green label relazing
- URBAN RESEARCH DOORS
- （東側）ラブラ万代連絡通路（ラブラブリッジ）

1階
- H&M
- ZARA
- Bershka
- C smart[12]

## 営業時間
ラブラ万代
- 1階 - 6階：10:00 - 20:00
- イオンスタイル（地下1階）：10:00 - 23:00

ラブラ2
- 全フロア：10:00 - 20:00（夜間のみ2F部分立入可能）
- 駐車場：24時間営業